# Josep Aragonès i Montsant
Josep Aragonès i Montsant (1927 - Torreblanca, 21 de gener de 1992) va ser un empresari tèxtil i hoteler i polític català, alcalde de Pineda de Mar entre 1966 i 1987.
És avi del 132è president de la Generalitat, Pere Aragonès i Garcia, i del també polític Jordi Aragonès i Martínez.

## Biografia
Nascut el 1927, Aragonès, empresari tèxtil i hoteler conegut al Maresme, va ser propietari des de 1958 d'una fàbrica tèxtil a Pineda de Mar; constituiria l'empresa Industrial Aragonés, SA (IASA) en 1963, impulsant aquest any l'anomenat «Taurus Park», l'hotel més gran d'Espanya en aquella època. Al llarg dels anys esdevenidors, IASA s'expandiria, i s'instal·laria a Amer, a Sant Feliu de Pallerols i al Marroc. Aragonès es va convertir en alcalde de Pineda de Mar en 1966.
Avalat per Manuel Fraga, Aragonès, representant del sector conservador de Reforma Democràtica de Catalunya (RDC), va ser elegit president de la formació durant la Transició, certificant la integració del partit en Aliança Popular de Catalunya (AP de C) el 1977. Aragonès, que es va mantenir com a alcalde fins a 1987, va morir en un accident de trànsit el gener de 1992, llegant el seu emperi hoteler als seus fills.